# Sigma Centauri
Sigma Centauri (σ Cen) – gwiazda w gwiazdozbiorze Centaura. Jest to karzeł typu widmowego B o jasności obserwowanej równej +3,91m. Oddalony jest o około 443 lat świetlnych od Słońca.